# Víctor Trujillo

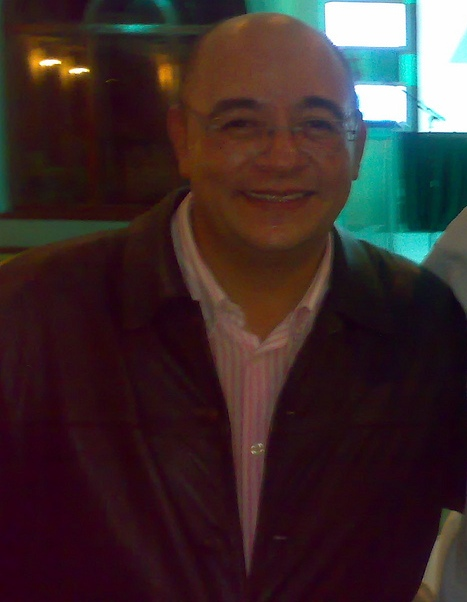
Victor Trujillo

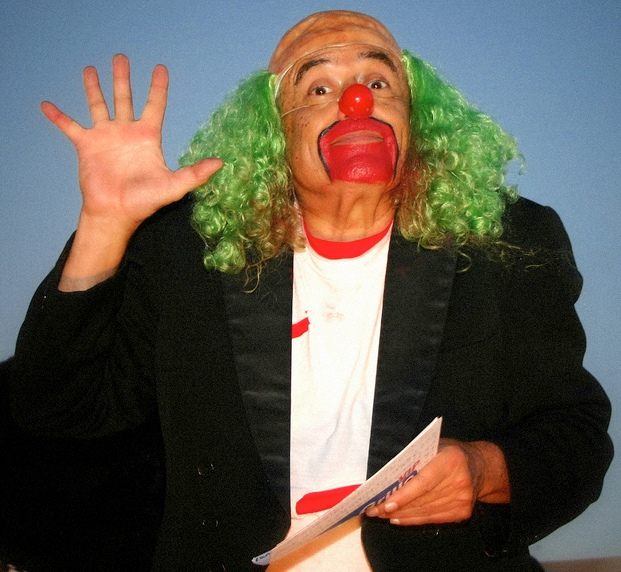
Brozo

Víctor Trujillo (Mexico-Stad, 19 juni 1961) is een Mexicaans presentator, acteur en komiek. Hij is vooral bekend vanwege zijn typetje Brozo, een onbehouwen en agressieve clown.
Trujillo kreeg voor het eerst een eigen televisieprogramma nadat hij al in de variétéshow En tienda y trastienda had meegespeeld. In 1987 begon bij TV Azteca zijn programma de La caravana samen met Ausencio Cruz, met wie hij al in En tienda y trastienda had gespeeld. Dit programma stond in de stijl van de carpa, de Latijns-Amerikaanse variant van de vaudeville. Een bekend typetje dat door Trujillo gespeeld werd in dit programma was Estetoscopio Medina Cháirez, een parodie op de arme inwoners van Mexico-Stad. Ook Brozo maakte voor het eerst zijn optreden in dit programma. Oorspronkelijk was het een gewone clown gericht op kinderen, maar het leek Trujillo leuker er een pedagogisch onverantwoorde clown te maken, met grove en vaak seksueel getinte grappen.
Brozo, wiens volledige naam Brozo, el payaso tenebroso (Brozo, de naargeestige clown) is, is een parodie op de Amerikaanse Bozo the Clown. Hij is in alle opzichten het tegenovergestelde van wat een clown hoort te zijn: kindonvriendelijk, grof, seksistisch, hebberig en gewelddadig. Brozo is zelfs eens aangeklaagd wegens 'gebrek aan moraal', doch de aanklacht werd door de rechter verworpen omdat fictieve personen niet vervolgd kunnen worden. Volgens Trujillo stelde hij zich een clown voor die "dronkenlappen aan het lachen zou brengen". Hij is geboren in de gevangenis en heeft een tijdlang bij een drugskartel in Tijuana gezeten, waar hij werd uitgezet wegens zijn immorele gedrag. Hij is uiteindelijk clown geworden nadat hij merkte dat hij daar veel geld mee kon verdienen.
Eind jaren 90 stapte Trujillo over naar Televisa, waar Brozo zijn eigen actualiteitenprogramma kreeg, waarin hij vele bekende Mexicaanse politici interviewde (en naast politieke gebeurtenissen ook vaak geïnteresseerd is in het privé-, en dan voornamelijk het seksleven van politici). Dit programma had regelmatig een grote invloed op de politiek; zo zijn de cassettes van de videoschandalen omtrent René Bejarano voor het eerst in Brozo's show getoond (in het bijzijn van Bejarano, die niet wist dat Trujillo in het bezit was van de beelden) en was het ook in zijn show dat bekend werd gemaakt dat er een corruptieonderzoek werd gestart naar Arturo Montiel, die vervolgens uit de voorverkiezingen van de Institutioneel Revolutionaire Partij (PRI) voor de presidentsverkiezingen van 2006 stapte.
Naast deze rollen verschijnt Trujillo zo nu en dan ook in serieuze programma's als politiek commentator. Hij heeft ook meerdere malen verslag gegeven van de Olympische Spelen en de wereldkampioenschappen voetbal.